# Estado de Darfur del Norte
Darfur del Norte (en árabe Shamal Darfur) es uno de los 18 estados de Sudán. Es uno de los estados que conforman la región de Darfur. Tiene una población estimada de 1.583.179 (2006) y El Fasher es la capital del estado. Su territorio ocupa una superficie de 296.420 km², cuya extensión puede ser comparada con la de Italia.